# 敖德薩鎮區 (密歇根州)
敖德薩鎮區（英語：Odessa Township）是位於美國密歇根州愛奧尼亞縣的一個行政鎮區。

## 地方資料
敖德薩鎮區的面積為93.80平方千米，當中陸地面積為92.60平方千米，而水域面積為1.20平方千米。根據2020年美國人口普查的數據，當地共有人口3918人，而人口密度為每平方千米41.77人。